# گروه ادریس
گروه ادریس (انگلیسی: Adris grupa) شرکت خوشه‌ای کروات است، که در سال ۱۸۷۲ تأسیس شد.